# Argancy
Argancy este o comună franceză situată în departamentul Moselle, în regiunea Grand Est.
Teritoriul comunei cuprinde trei sate: Argancy, Rugy și Olgy.

## Geografie
Argancy este un sat situat în valea râului Moselle. Comuna este traversată de patru pârâuri, printre care cel de la Argancy și cel al Bévottei, și deține numeroase iazuri. Rugy se află la nord de Argancy, de cealaltă parte a autostrăzii A4, iar Olgy, la sud.

### Comune limitrofe
|             | Ennery         | Chailly-lès-Ennery |
| Hauconcourt |                | Antilly            |
| Woippy      | La Maxe Malroy | Charly-Oradour     |

### Căi de comunicație și transporturi
Ieșire de pe autostrada A4 → Argancy (nr. 35) Direcția Paris sau Strasbourg.

### Hidrografie
Comuna este situată în bazinul hidrografic al Rinului, în cadrul bazinului Rin-Meuse. Este drenată de râul Moselle, Moselle canalizată, pârâul Bevotte, pârâul Argancy, pârâul Feves, pârâul Feigne și pârâul Malroy.
Moselle, cu o lungime totală de 560 de kilometri, dintre care 315 kilometri pe teritoriul Franței, își are izvorul în Munții Vosgi, la pasul Bussang, și se varsă în Rin la Koblenz, în Germania.
Moselle canalizată, cu o lungime totală de 135,2 km, își are izvorul în comuna Pont-Saint-Vincent și se varsă în Moselle la Kœnigsmacker, după ce traversează 61 de comune.
Pârâul Bevotte, cu o lungime totală de 12,1 km, își are izvorul în comuna Vry și se varsă în râul Moselle pe teritoriul comunei, după ce traversează șase comune.

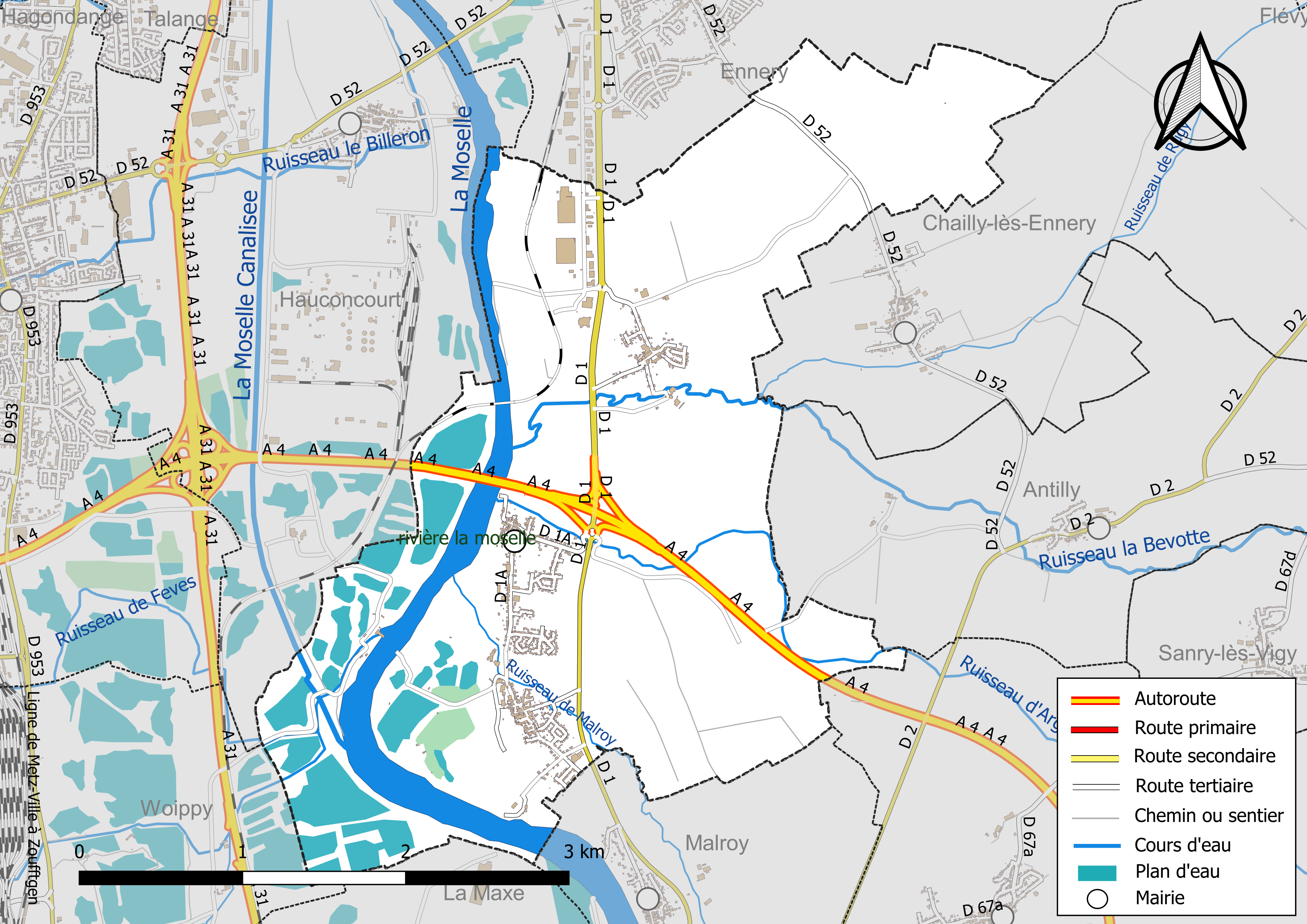
Rețelele hidrografică și rutieră din Argancy.

### Climă
În 2010, clima comunei era de tip montan, conform unui studiu al CNRS, bazat pe o serie de date aferente perioadei 1971-2000. În 2020, Météo-France a publicat o tipologie a climatului din Franța metropolitană, în care comuna este clasificată cu un climat semi-continental și se află în regiunea climatică Lorena, platoul Langres, Morvan, caracterizată printr-o iarnă aspră (1,5 °C), vânturi moderate și ceață frecventă în toamnă și iarnă.
Pentru perioada 1971-2000, temperatura medie anuală este de 9,8 °C, cu o amplitudine termică anuală de 16,6 °C. Cantitatea medie anuală de precipitații este de 762 mm, cu 11,9 zile de precipitații în ianuarie și 9 zile în iulie. Pentru perioada 1991-2020, temperatura medie anuală observată la stația meteorologică cea mai apropiată, situată în comuna Amnéville la 8 km distanță în linie dreaptă, este de 10,2 °C, iar cantitatea medie anuală de precipitații este de 884,1 mm.
Pentru viitor, parametrii climatici estimati pentru comună, pentru anul 2050, conform diferitelor scenarii de emisii de gaze cu efect de seră, pot fi consultati pe un site dedicat publicat de Météo-France în noiembrie 2022.

## Urbanism

### Tipologie
La 1 ianuarie 2024, Argancy este clasificată drept târg rural, conform noii grile comunale de densitate cu șapte niveluri, definită de INSEE (Institutul Național de Statistică și Studii Economice) în 2022. Este situată în afara unei unități urbane. De asemenea, comuna face parte din zona metropolitană a orașului Metz, din care este o comună de centură. Această zonă, care reunește 245 de comune, este clasificată în categoria zonelor cu 200.000 până la mai puțin de 700.000 de locuitori.

### Utilizarea terenului
Ocuparea terenurilor din comună, așa cum reiese din baza de date europeană privind ocuparea biofizică a solurilor Corine Land Cover (CLC), este marcată de importanța teritoriilor agricole (66,6 % în 2018), în diminuare față de 1990 (69,2 %). Repartiția detaliată în 2018 este următoarea: terenuri arabile (57,8 %), ape continentale (23,6 %), zone urbanizate (6,4 %), zone agricole eterogene (3,3 %), pajiști (3,2 %), zone industriale sau comerciale și rețele de comunicație (2,3 %), culturi permanente (2,3 %), păduri (1,1 %). Evoluția ocupării terenurilor în comună și a infrastructurilor sale poate fi observată pe diferitele reprezentări cartografice ale teritoriului: harta Cassini (secolul XVIII), harta de stat-major (1820-1866) și hărțile sau fotografiile aeriene ale IGN pentru perioada actuală (1950 până în prezent).

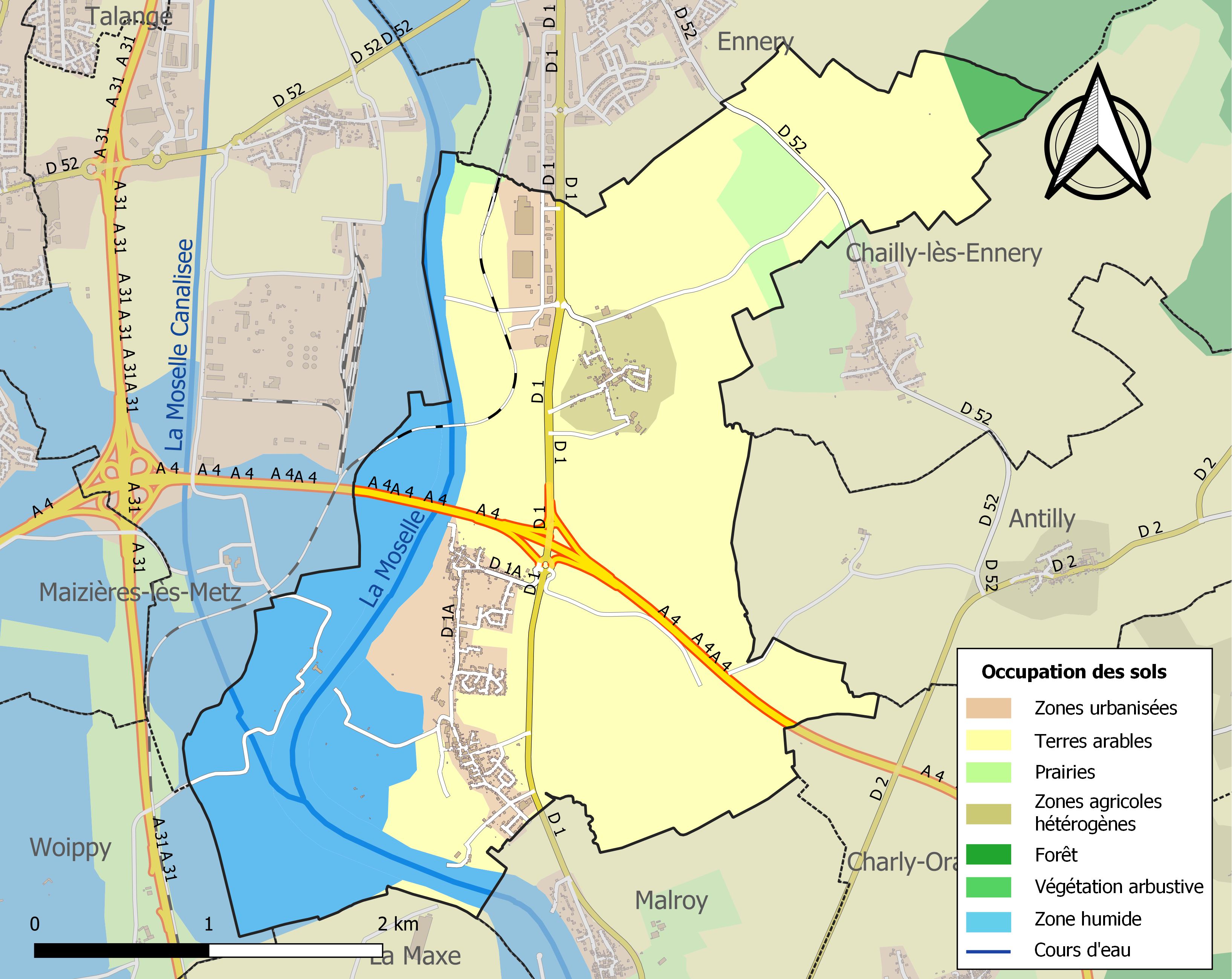
Harta infrastructurii și utilizării terenului a comunei în 2018 (CLC).

## Toponimie
Argancy: 848: Argesinga, 857: Argesingas, 1210: Archanciacum, 1224: Arkancey, 1373: Ercancey, 1636: Argansi, 1756: Algancy, 1793: Argancy, 1871-1915: Argancy, 1915-1918: Argannen, 1940–1944: Argesingen, Ercanci în lorenă romană.
Olgy: Alxey (1324), Olxey (secolul al XV-lea), Allixey (1404), Ollexey (1499), Alzi (1544), Oligy (1553), Ollexi (1610), Algy (1616), Alexi și Olxy (1636), Algy sau Olgy (1756), Olch’i în lorenă romană.
Rugy: 1404: Ruxey, 1429: Rougy sau Rougey, 1635: Ruji, 1638: Ruxi, 1756: Ruchi, 1915–1918: Rusingen, Ruxech în francica lorene, Reu’hy în lorenă romană.

## Istorie
- În 1210, satul era reședința unei moșii dependente de regele Franței și aparținea capitlului catedralei din Metz. Capitlul exercita acolo justițiile înalte, mijlocii și joase. Parohie a arhidiaconului de Noisseville, avea ca anexe satele Antilly, Buy, Olgy și moara cu bac din Olgy. De asemenea, este atestată existența senioriei Rugy cu mult înainte de secolul al XV-lea, ca feudă a baronilor din Elz.
- În 1790, Argancy a fost ridicat la rangul de unul dintre cele douăsprezece centre administrative ale cantoanelor din districtul Metz. În reorganizarea din anul III, a trecut în cantonul Antilly, apoi în 1802 în cel al Vigy.
- În 1790, satul Olgy a fost atașat comunei Argancy.
- În 1807, a fost creată Congregația religioasă cu numele Sainte-Chrétienne, cu dublă misiune de educare și îngrijire, la castelul din Argancy, de către Anne de Méjanès[24].
- În 1810, satul Rugy a fost atașat comunei Argancy.
- În 1817, Argancy și Olgy aveau, la acea vreme, 617 locuitori repartizați în 113 case.
- În 1817, Rugy era un sat din fosta provincie a Celor Trei Episcopii, situat pe malul drept al râului Moselle. La acea vreme, avea 168 de locuitori repartizați în 31 de case.
- În 1844 a fost construit lavoarul-fântână din Olgy, urmat de primăria-școală din Argancy, apoi, în 1879, s-a realizat restaurarea clopotniței bisericii din Argancy.
- În jurul anului 1850, exista un debarcader pentru bărci cu aburi la moara cu bac din Olgy[25] (de la Metz la Trier).
- Mai aproape de prezent, după ce a suferit două anexări ca multe alte localități, comuna a reintrat în patrimoniul național și, făcând în continuare parte din cantonul Vigy, se clasează printre primele locuri ale acestuia, atât prin suprafața sa de 1.145 de hectare.
- Între 1930 și 1932 au fost construite barajul din Argancy și podul din Olgy[26] (distrus la începutul războiului, în iunie 1940).
- La 17 august 1933, a fost pusă în funcțiune uzina hidroelectrică din Argancy, pe râul Moselle[27].

## Populația și societatea

### Date demografice
Evoluția numărului de locuitori este cunoscută prin recensămintele populației efectuate în comună începând din 1793. Pentru comunele cu mai puțin de 10 000 de locuitori, un recensământ al întregii populații este realizat la fiecare cinci ani, populațiile legale pentru anii intermediari fiind estimate prin interpolare sau extrapolare.
În 2022, comuna număra 1 334 locuitori, în scădere cu -1,26 % față de 2016 (Moselle: +0,52 %, Franța fără Mayotte: +2,11 %).
| An        | 1793 | 1821 | 1841 | 1861 | 1875 | 1885 | 1900 | 1921 | 1936 | 1962 | 1982  | 2006  | 2014  | 2022  |
| --------- | ---- | ---- | ---- | ---- | ---- | ---- | ---- | ---- | ---- | ---- | ----- | ----- | ----- | ----- |
| Populație | 595  | 750  | 752  | 706  | 629  | 627  | 608  | 534  | 566  | 635  | 1 007 | 1 317 | 1 346 | 1 334 |

## Cultură locală și patrimoniu

### Locuri și monumente

#### Argancy
- Biserica Saint-Laurent, 1748 (1779 (?) ; turn-clopotniță, 1860);
- Mănăstirea Anne-de-Méjanès, congregația surorilor Copilăriei lui Isus și a Mariei, denumire căreia episcopul de Metz, Gaspard-André Jauffret, i-a adăugat numele de Sainte-Chrétienne, a fost fondată la 20 aprilie 1817 la Argancy de doamna de Méjanès, născută Anne Victoire Tailleur la Distroffen în 1763;
- Capela neogotică din Argancy, fosta capelă a mănăstirii surorilor de Sainte-Chrétienne, sfințită la 20 aprilie 1898 de preotul Karst, vicar general al diecezei de Metz, în prezența arhidiaconului de Vigy, preotul Gazin, a preotului Gillet, originar din Argancy și arhidiacon de Réchicourt, care a ținut o frumoasă predică de ocazie, și a părintelui Mangin, parohul din Argancy;
- Crucea Trionphila, 1803;
- Cruce cu inscripția: „Unica noastră speranță, mântuire, onoare, laudă, iubire. Lui Isus răstignit, 1875.”;
- Școala-comunală, ridicată în 1865 prin grija lui Nicolas de Florenne, primar, Jean Marchal, adjunct, Alexis Varin, arhitect din Metz, și Paul Pelte, antreprenor din Nouilly.

#### Olgy
- Calvar, pe care sunt sculptate instrumentele Răstignirii: ciocan, lance, clește, cuie.

#### Rugy
- Micul conac din secolele al XVI-lea – al XVII-lea; după ce a aparținut baronilor din Elz, moștenitori ai familiei Heu, proprietatea a fost cumpărată de familia Petitjean și transmisă, prin căsătorie, în 1675, familiei Goullet;
- Capelă castrală, construită în 1666 în onoarea Nașterii Fecioarei Maria;
- Fostă moară, deținută de familia Bernard de cinci generații, cu lintoul porții inscripționat cu anul 1748;
- Calvar lipit de o fațadă, în Place des Vignerons;
- Calvar la ieșirea din sat, cu inscripția: „O crux ave / de pe înălțimea crucii tale / o-preaiubită-sfințenie (1848)”;
- Lintou de ușă al uneia dintre cele mai vechi case, 1726;
- Cazemate în șir, la ieșirea din Rugy spre Chailly-lès-Ennery și lângă sensul giratoriu de pe D1, în partea de sus a Rugy.